# Marie de Borovsk
Maria Yaroslavna de Borovsk (en russe : Мария Ярославна) (1418-1484) était une Grande Princesse de Moscovie. Elle était la femme de Vassili II de Russie et la fille de Iaroslav Vladimirovitch, Prince de Maloïaroslavets.

## Enfants
Elle a eu huit enfants avec Vassili:
- Iouri Bolshoy (1437—1441) ;
- Ivan III de Russie (22 janvier 1440-27 octobre 1505) ;
- Iouri Vassiliévitch (1441-1472) ;
- Andréi Bolshoy (14 août 1446, Ouglitch – 6 novembre 1493, Moscou) ;
- Siméon (1447—1449) ;
- Boris Vassiliévitch (1449—1494) ;
- Anna de Ryazan (1451–1501) ;
- Andréi Vassiliévitch (1452—1481).